# Bürgle (Hödingen)
Die Burg Bürgle ist eine abgegangene Höhenburg auf einem nach Westen vorspringenden Bergsporn 300 Meter westlich der Kirche von Hödingen, einem heutigen Stadtteil von Überlingen im Bodenseekreis in Baden-Württemberg.
Ein Hinweis auf die ehemalige Burganlage kam durch den 1685 erstmals bezeugten Flurnamen „Bürgle“.